# Dexmetilfenidato (medicación)
El dexmetilfenidato, vendido bajo la marca Focalin entre otras, es un medicamento utilizado para tratar el trastorno por déficit de atención con hiperactividad  en mayores de 5 años. Si no se observa ningún beneficio después de 4 semanas, es razonable suspender su uso. Se toma por vía oral. La formulación de liberación inmediata dura hasta 5 horas, mientras que la formulación de liberación prolongada dura hasta 12 horas.
Los efectos secundarios comunes incluyen dolor abdominal, pérdida de apetito y fiebre. Los efectos secundarios graves pueden incluir psicosis, muerte súbita cardíaca, manía, anafilaxia, convulsiones y erección peligrosamente prolongada. En pacientes con historial de abuso de drogas o alcohol, su uso requiere precauciones adicionales, dado que puede provocar dependencia o abuso. La seguridad durante el embarazo y la lactancia no está clara. El dexmetilfenidato es un estimulante del sistema nervioso central. No está claro cómo actúa en el TDAH. Es el enantiómero más activo del metilfenidato.
El uso médico del dexmetilfenidato se aprobó en Estados Unidos en 2001. Está disponible como medicamento genérico. El costo al por mayor de un suministro para un mes en Estados Unidos es de unos 8 USD. En 2017, ocupó el puesto 189 entre los medicamentos más recetados en Estados Unidos, con más de tres millones de recetas. También está disponible en Suiza.